# 2019年比利時聯邦選舉
2019年比利时联邦选举是2019年5月26日在比利时举行的联邦选举，從11個複數選區中选举眾議院的所有150名成員。

## 背景
2014年選舉後，由基督教民主和弗拉芒 （CD&V）、开放弗拉芒自由民主党 （Open Vld）、革新運動 （MR）和新弗拉芒聯盟 （N-VA）組成的中右翼政府成立，這個执政聯盟在幾個方面是獨一無二的：N-VA首次參與组阁，MR是唯一的法語区政黨，法語社會黨26年來首次沒有加入执政聯盟。
2018年12月，联合国批准全球移民协议，比利时原本同意签署该协议，但卻引發了執政联盟内部N-VA的反對。由於其他三個黨派以及議會中的絕大多數政党支持該协议，N-VA退出联合政府，导致少數派內閣形成。總理米歇尔於2018年12月18日向國王菲利普提出辭呈，國王在三天后接受了辭呈。但由於定期選舉已定於2019年5月舉行，提前選舉僅受到N-VA和弗拉芒利益的支持而沒有發生，少數派內閣繼續擔任看守政府直到選舉。

## 選舉制度
眾議院的150名議員是在11個複數選區 (分別是十個省和布鲁塞尔)内以比例代表制選舉產生,每個選區的選舉門檻為5%。所有18歲以上的比利時公民都有義務投票。居住在比利時的外國人（無論是否為歐盟公民）不能投票，而居住在國外的比利時公民可以登記投票。

## 結果
选举結果極右翼的弗拉芒利益在佛兰德获得復興，弗拉芒利益與N-VA两个支持佛兰德分離主義和民族主義的政黨在佛兰德獲得近50%的選票。相对地原执政联盟四个政党--N-VA、CD&V、Open Vld和MR失去1/4以上的席位，是20年来对执政联盟最嚴重的懲罰。
另外原本的最大反对党法語社會黨也失去一定选票，虽然仍是最大反对党，但得票数仅为第三。而极左派比利时工人党和環保主義生態、綠黨却取得了進展。
| 政党               | 政党                 | 票数      | %      | +/–   | 席数 | +/– |
| ------------------ | -------------------- | --------- | ------ | ----- | ---- | --- |
|                    | 新弗拉芒聯盟         | 1,086,787 | 16.03  | –4.23 | 25   | –8  |
|                    | 弗拉芒利益           | 810,177   | 11.95  | +8.28 | 18   | +15 |
|                    | 法語社會黨           | 641,623   | 9.46   | –2.21 | 20   | –3  |
|                    | 基督教民主和弗拉芒   | 602,520   | 8.89   | –2.72 | 12   | –6  |
|                    | 比利时工人党         | 584,621   | 8.62   | +4.90 | 12   | +10 |
|                    | 开放弗拉芒自由民主党 | 579,334   | 8.54   | –1.24 | 12   | –2  |
|                    | 革新運動             | 512,825   | 7.56   | –2.08 | 14   | –6  |
|                    | 不同的社會黨         | 455,034   | 6.71   | –2.12 | 9    | –4  |
|                    | 生態                 | 416,452   | 6.14   | +2.84 | 13   | +7  |
|                    | 綠黨                 | 413,836   | 6.10   | +0.78 | 8    | +2  |
|                    | 人道主义民主中心     | 250,861   | 3.70   | –1.28 | 5    | –4  |
|                    | 法語區民主聯邦       | 150,394   | 2.22   | +0.42 | 2    | 0   |
|                    | 人民黨               | 75,096    | 1.11   | –0.39 | 0    | –1  |
|                    | 其他                 | 200,978   | 2.96   | -     | 0    | -   |
| 总共               | 总共                 | 6,780,538 | 100.00 | –     | 150  | 0   |
|                    |                      |           |        |       |      |     |
| 有效票数           | 有效票数             | 6,780,538 | 93.93  |       |      |     |
| 无效及空白票数     | 无效及空白票数       | 438,095   | 6.07   |       |      |     |
| 总票数             | 总票数               | 7,218,633 | 100.00 |       |      |     |
| 已登记选民／投票率 | 已登记选民／投票率   | 8,167,709 | 88.38  |       |      |     |
| 资料来源：IBZ      |                      |           |        |       |      |     |

## 後續
再次暴露了比利時深刻的語言、種族和地區分歧，荷蘭語區強烈支持右翼佛兰德民族主義和分離主義政黨，瓦隆法語區強烈支持左翼。有人猜測選舉N-VA可能尝试与弗拉芒利益组阁，導致兩個佛兰德民族主義政黨的聯合。
在選舉後的幾天裡，菲利普國王與所有主要黨派領導人進行了磋商，其中包括弗拉芒利益，這是自1936年利奧波德三世會見存在黨代表以來，比利時君主首次會見極右翼政黨代表。
选举之后的组阁耗时超过一年，期间政府由MR的蘇菲·威爾梅斯领导，大多數政黨向他們提供信任供给，以應對2019冠状病毒病疫情。2020年10月经过494天后，组阁终于完成，新的内阁由Open Vld的亞歷山大·德克羅领导，联盟组成包含中右到中左翼政党，法語社會黨重新回到内阁。但选举得票最多的两个政党N-VA与弗拉芒利益都未能进入内阁。